# Gerd Faltings
Gerd Faltings (sinh ngày 28 tháng 7 năm 1954 ở Gelsenkirchen-Buer) là một nhà toán học người Đức với các công trình về hình học đại số số học.
Từ 1972 đến 1978, ông học toán học và vật lý tại Đại học Münster. Năm 1978 ông nhận bằng tiến sĩ toán học và vào năm 1981 ông nhận được chức danh venia legendi (Habilitation) trong toán học, cả hai đều ở đại học Münster. Cũng trong thời gian này ông là trợ lý giáo sư tại đại học Münster. Từ 1982 đến 1984, ông là giáo sư tại đại học Wuppertal. Sau đó ông trở thành giáo sư tại đại học Princeton (1985-1994).
Faltings được trao huy chương Fields năm 1986 nhờ chứng minh được phỏng đoán Mordell, nói rằng: bất kì đường cong xạ ảnh không kỳ dị với giống g > 1 xác định trên trường số K chỉ chứa hữu hạn các điểm K-hữu tỉ.
Từ năm 1995 ông trở thành giám đốc viện toán học Max Planck (Max-Planck-Institut für Mathematik) ở Bonn. Năm 1996, ông được tặng Giải Gottfried Wilhelm Leibniz của Deutsche Forschungsgemeinschaft (Quỹ Nghiên cứu Đức), là giải thưởng cao nhất trong nghiên cứu khoa học ở Đức.

## Giải thưởng
- Huy chương Fields (1986)
- Guggenheim Fellowship (1988/89)
- Giải Gottfried Wilhelm Leibniz (1996)